# HAL HJT-36 Sitara
HAL HJT-36 Sitara - індійський реактивний навчально-тренувальний літак .
Передбачається закупівля від 200 до 250 HJT-36 для заміни індійських УТС HJT-16 Kiran у ВПС та ВМС Індії  .
Головним конкурентом HJT-36 є британський УТС BAE Hawk, замовлений збройними силами Індії в кількості 143 одиниць (66 у 2004 році, 57 у 2010 році та 20 у 2012 році)  .

## Історія
У липні 1999 року уряд Індії виділив 42 млн. доларів на розробку реактивного навчально-тренувального літака, призначеного для заміни застарілих УТС HJT-16 Kiran  .
Протягом наступних 20 місяців було збудовано перший прототип, який оснащувався французьким двигуном Snecma Larzac 04-30, французько-британською авіонікою та російським катапультним кріслом «Зірка» K36CT. Прототип здійснив свій перший політ 7 березня 2003 року.
У процесі розробки літака було ухвалено рішення замінити французький двигун Snecma Larzac 04-30 на російський АЛ-55І, розроблений на основі АЛ-55 .
У 2005 році з «НВО „Сатурн“» було підписано контракт на розробку, постачання та ліцензійне виробництво двигуна АЛ-55І  . Основні дослідно-конструкторські роботи було завершено у серпні 2010 року. В Індії здійснюється організація ліцензійного виробництва АЛ-55І. До початку виробництва в Індії невеликі партії двигунів для HJT-36 закуповуються у «НВО Сатурн» .
Перший політ HJT-36, оснащеного російським двигуном АЛ-55І, відбувся 9 травня 2009 року. Після початку серійного виробництва планується виготовляти по 20 літаків на рік. Загалом на озброєнні Індії планується прийняти від 200 до 250 HJT-36.

## Тактико-технічні характеристики

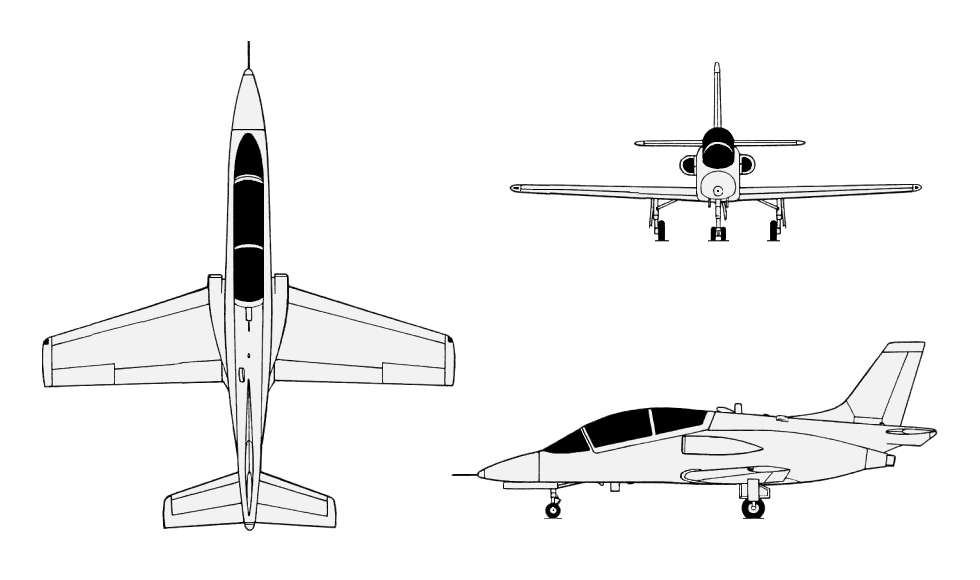
Три проекції HJT-36 Sitara

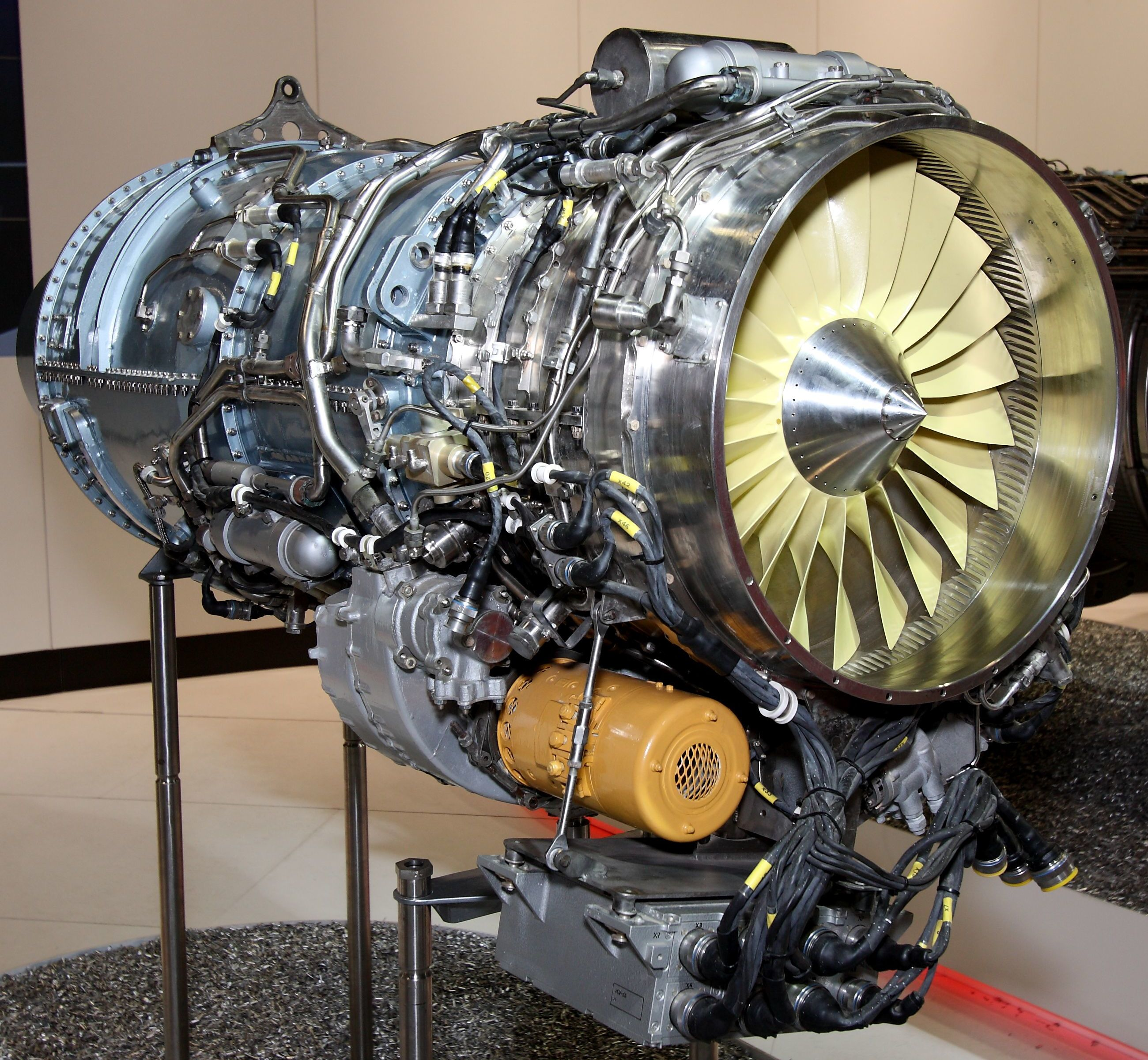
ТРДД "Сатурн" АЛ-55І

### Технічні характеристики
- Екіпаж : 2 особи
- Довжина : 10,91 м
- Розмах крила: 9,8 м
- Висота : 4,13 м
- Площа крила:
- Маса порожнього:
- Нормальна злітна вага: 4250 кг
- Максимальна злітна вага: 5400 кг
- Об'єм паливних баків: 1150 л
- Двигун : 1 × ТРДД «Сатурн» АЛ-55І
  - Тяга максимальна: 1 × 1760 кгс [4]

### Льотні характеристики
- Максимальна швидкість : 750 км/год
- Практична дальність:
- Тривалість польоту : 3,0 год
- Практична стеля : 9000 м
- Навантаження на крило:
- Тягоозброєність :
- Максимальне експлуатаційне навантаження : +7,0/-2,5 g

### Озброєння
- Гарматне:
- Точки підвіски: 5 (по 2 під кожною консоллю та 1 центральнофюзеляжний)
- Бойове навантаження: 1000 кг різного озброєння

## На озброєнні
Індія:
- ВПС Індії - 16 HJT-36 Sitara, станом на 2013 [5]
- Пілотажна група Surya Kiran